# Formica sibylla
Formica sibylla é uma espécie de formiga do gênero Formica, pertencente à subfamília Formicinae.